# Carl Gustaf (cañón sin retroceso)
El Carl Gustaf es un cañón sin retroceso multipropósito portátil de 84 mm. producido por la compañía Bofors (anteriormente Bofors Anti-Armour AB) en Suecia. El primer prototipo del Carl Gustaf se construyó en 1946. Si bien, ya armas similares de la época han sido retiradas, el Carl Gustaf sigue siendo ampliamente usado hoy en día.

## Historia
El Carl Gustaf M2 fue desarrollado por Hugo Abramson y Harald Jentzen en la Real Administración Sueca de Armas (KAFT), y producido en la firma Gustaf Stads Gevärsfaktori, de donde deriva su nombre. El arma fue introducida en servicio con el ejército sueco en 1948 como el Granatgevär m/48 de 8,4 cm (Grg m/48) (Fusil lanzagranadas modelo 1948 de 84 mm, en sueco), cumpliendo el mismo papel antitanque que la Bazuca estadounidense, el PIAT británico y el Panzerschreck alemán. Sin embargo, a diferencia de estas armas, el Carl Gustaf empleaba un cañón estriado para estabilizar sus proyectiles, al contrario de las aletas empleadas por los otros sistemas.
El uso del sistema de disparo sin retroceso le permitió al Carl Gustaf emplear municiones con una mayor carga propulsora, disparando sus proyectiles a 290 m/s frente a los casi 105 m/s de la Bazuca y el Panzerschreck y a los casi 75 m/s del PIAT. El resultado fue una mayor precisión a largo alcance. El Carl Gustaf puede emplearse para atacar grandes blancos estacionarios a una distancia de 700 m, pero la relativa baja velocidad del proyectil limita los ataques a blancos en movimiento a 400 m o menos.
El Carl Gustaf fue rápidamente vendido alrededor del mundo y se volvió una de las principales armas antitanque a nivel de escuadrón para varios ejércitos de Europa occidental. En 1964 se introdujo la versión mejorada M2, que rápidamente reemplazó a la versión original. La actual versión M3 fue introducida en 1991, usando un delgado cañón estriado de acero, reforzado por una funda exterior de fibra de carbono. Las piezas externas de acero fueron reemplazadas por piezas de aleación de aluminio o plástico, reduciendo el peso del arma descargada de 16,35 kg a 10 kg.
En fechas recientes, el arma ha encontrado nuevo uso en una variedad de papeles. El Servicio Aéreo Especial británico, las Fuerzas Especiales del Ejército de los Estados Unidos y los Rangers emplean el M3 para destruir búnkeres y tanques, mientras que el Bundeswehr alemán mantiene una pequeña cantidad de M2 para iluminar el campo de batalla. Varios ejércitos continúan usándolo como arma antitanque, especialmente contra tanques de las décadas de 1950 y 1960, y otros vehículos blindados que aún están en servicio.
En una acción bien documentada que tuvo lugar durante la Guerra de las Malvinas, un Royal Marine atacó a la corbeta argentina ARA Guerrico con un Carl Gustaf.
El Carl Gustaf fue empleado contra fortificaciones defensivas de los talibanes por los soldados del Regimiento de Infantería Ligera Canadiense de la Princesa Patricia en operaciones en Afganistán. Ellos desarrollaron un nuevo sistema para disparar durante la noche, en el cual un observador equipado con mira nocturna disparaba balas trazadoras para marcar el blanco al artillero del Carl Gustaf.[cita requerida]
El Ejército de Liberación Nacional Libio utilizó cañones sin retroceso Carl Gustaf durante la Guerra Civil Libia en 2011; estos habían sido capturados o suministrados por desertores del ejército Libio.

## Descripción

Soldados de las Fuerzas Especiales estadounidenses entrenando con el cañón sin retroceso Carl Gustaf en Basora, Irak, en mayo de 2009 durante la Guerra de Irak. Obsérvese la posición de disparo y el fogonazo posterior.

El arma básica consiste en el cañón con el reductor de retroceso Venturi montado en el cierre de la recámara, dos empuñaduras cerca de la boca y un soporte para el hombro. Está equipado con alza y punto de mira, pero es normalmente apuntado con la mira telescópica de 3x aumentos y campo de visión de 17° (300 mrad) instalada. Las variantes más modernas suministradas a las compañías de fusileros suecos han sido equipadas con el sistema de puntería sueco "Aimpoint". Para su empleo nocturno están disponibles resaltes luminosos para el alza y el punto de mira, además de poder instalarle una mira nocturna.
El Carl Gustaf puede dispararse estando de pie, arrodillado, sentado o echado, además de poder instalarle un bípode delante del soporte para el hombro. Una manija llamada "cierre venturi" es empleada para cerrar y abrir el cierre de la recámara hacia un lado para recargar. El arma es normalmente utilizada por dos soldados, uno que la transporta y dispara, mientras que el otro transporta la munición y la recarga.

### Especificaciones
- Calibre: 84 mm, estriado (24 estrías, giro progresivo)[4]
- Dotación: 2 (óptimo), 1 (mínimo)
- Pesos: 14,2 kg (M2); 8,5 kg (M3); 0,8 kg (bípode)
- Longitud 1,065 m
- Cierre: Abisagrado
- Cadencia: 6 disparos/minuto
- Mecanismos de puntería: alza y punto de mira, mira telescópica de 3x aumentos, mira nocturna

### M3 MAAWS
M3 Multi-role Anti-armor Anti-tank Weapon System (MAAWS) (Sistema de arma multipropósito antiblindaje y antitanque, del inglés) es la denominación del Ejército de los Estados Unidos para el cañón sin retroceso Carl Gustaf M3. Es empleado principalmente por las fuerzas del USSOCOM, tales como las Fuerzas Especiales del Ejército, el 75.º  Regimiento Ranger, el SEAL, el Delta Force, el DEVGRU y el MARSOC. Dentro del 75.º Regimiento Ranger es conocido como Ranger Anti-tank Weapon System (RAWS) (Sistema de arma antitanque Ranger, en inglés).
El M3 MAAWS dispara las siguientes municiones:
- Proyectil de alto poder explosivo y doble propósito (HEDP)
- HEAT
- Proyectil de alto poder explosivo (HE)
- Proyectil de iluminación
- Proyectil fumígeno
- Proyectil de flechette ADM (Area Defense Munition; munición para defensa del área)

### Municiones

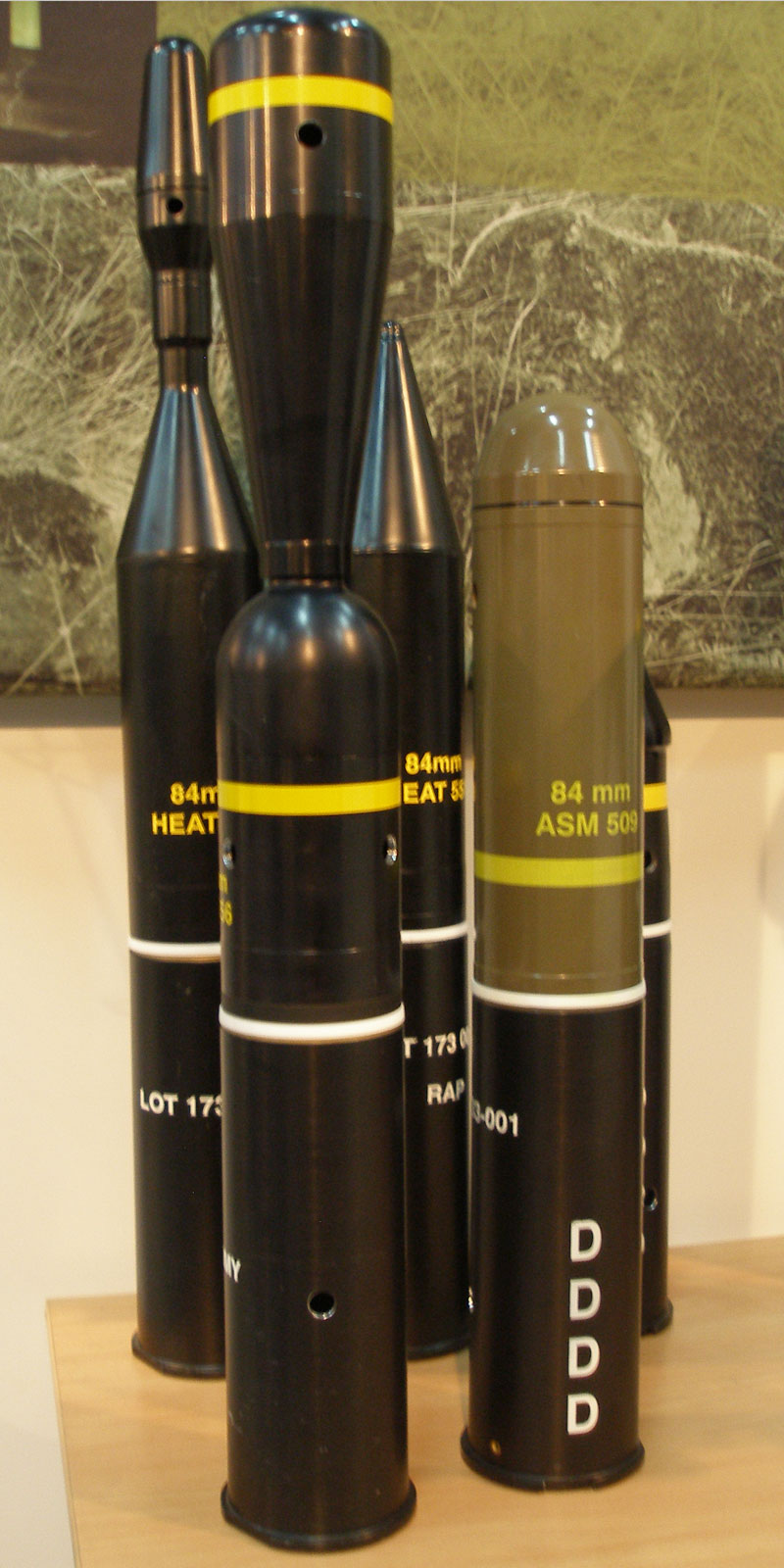
Municiones inertes del cañón sin retroceso Carl Gustaf expuestas, 2007.

Las mejoras a su munición han sido constantes, mientras que los viejos proyectiles HEAT no son particularmente efectivos contra el blindaje de los tanques modernos, el arma ha encontrado un nuevo papel como antibúnker con el proyectil de alto poder explosivo y doble propósito (HEDP). Además están disponibles proyectiles HEAT mejorados, de alto poder explosivo (HE), fumígenos y de iluminación (bengala). Para una total efectividad, los proyectiles de iluminación deben dispararse en un ángulo muy agudo, creando un peligro para el artillero debido a que el fogonazo posterior puede quemarlo. Por esta razón, varios ejércitos han retirado los proyectiles de iluminación, mientras que el Ejército estadounidense ordena dispararlos estando de pie.
Las siguientes son denominaciones canadienses (otros países usan terminología similar, reemplazando el "FFV").
- El FFV441 es un proyectil HE, útil en una trayectoria "arqueada" hasta 1000 m, cuya espoleta puede armarse para detonar al impacto o en el aire.
- El FFV441B es un proyectil HE con un alcance efectivo de 1100 m contra tropas a campo abierto. La espoleta del proyectil se arma después de 20 a 70 m de vuelo, pesa 3,1 kg y tiene una velocidad de boca de 255 m/s.[4]
- El FFV469 es un proyectil fumígeno disparado como el FFV441, con un alcance de unos 1.300 m. También pesa 3,1 kg y tiene una velocidad de boca de 255 m/s.[4]
- El FFV502 es un proyectil HEDP (de alto poder explosivo y doble propósito) con la capacidad de ser programado para detonar tanto al impacto como después de una décima de segundo. Su alcance efectivo es de 1000 m contra blancos sin blindaje dispersos (como infantería a campo abierto), 500 m contra blancos estacionarios y 300 m contra blancos en movimiento. El alcance mínimo necesario para activar la espoleta es de 15 a 40 m. Puede atravesar más de 150 mm de blindaje homogéneo laminado (BHL). Pesa 3,3 kg y tiene una velocidad de boca de 230 m/s.[4]
- El FFV545 es un proyectil de iluminación con un alcance máximo de 2300 m, pero con un alcance efectivo de 300 a 2.100 m. Suspendida por paracaídas, la bengala arde por 30 segundos mientras produce 650 000 candelas, ofreciendo un área iluminada con un diámetro de 400 a 500 m.
- El FFV551 es el principal proyectil HEAT y es asistido por cohete (PAC). Su alcance efectivo es de 700 m (400 m contra blancos en movimiento) y puede penetrar hasta 400 mm de BHL. Pesa 3,2 kg y tiene una velocidad de boca de 255 m/s.[4]
- El FFV552 es un proyectil de práctica con las mismas características del 551.
- El FFV651 es un nuevo proyectil HEAT que es asistido por cohete en vuelo para un alcance de hasta 1000 m. En teoría, tiene una menor penetración que el FV551, pero incluye un iniciador en la espoleta para mejorar su desempeño ante blindaje reactivo.
- El FFV751 es un proyectil HEAT con ojiva tándem, un alcance efectivo de 500 m y capacidad de penetrar más de 500 mm de blindaje. Pesa 4 kg.[4]

## Usuarios
- Alemania[5]

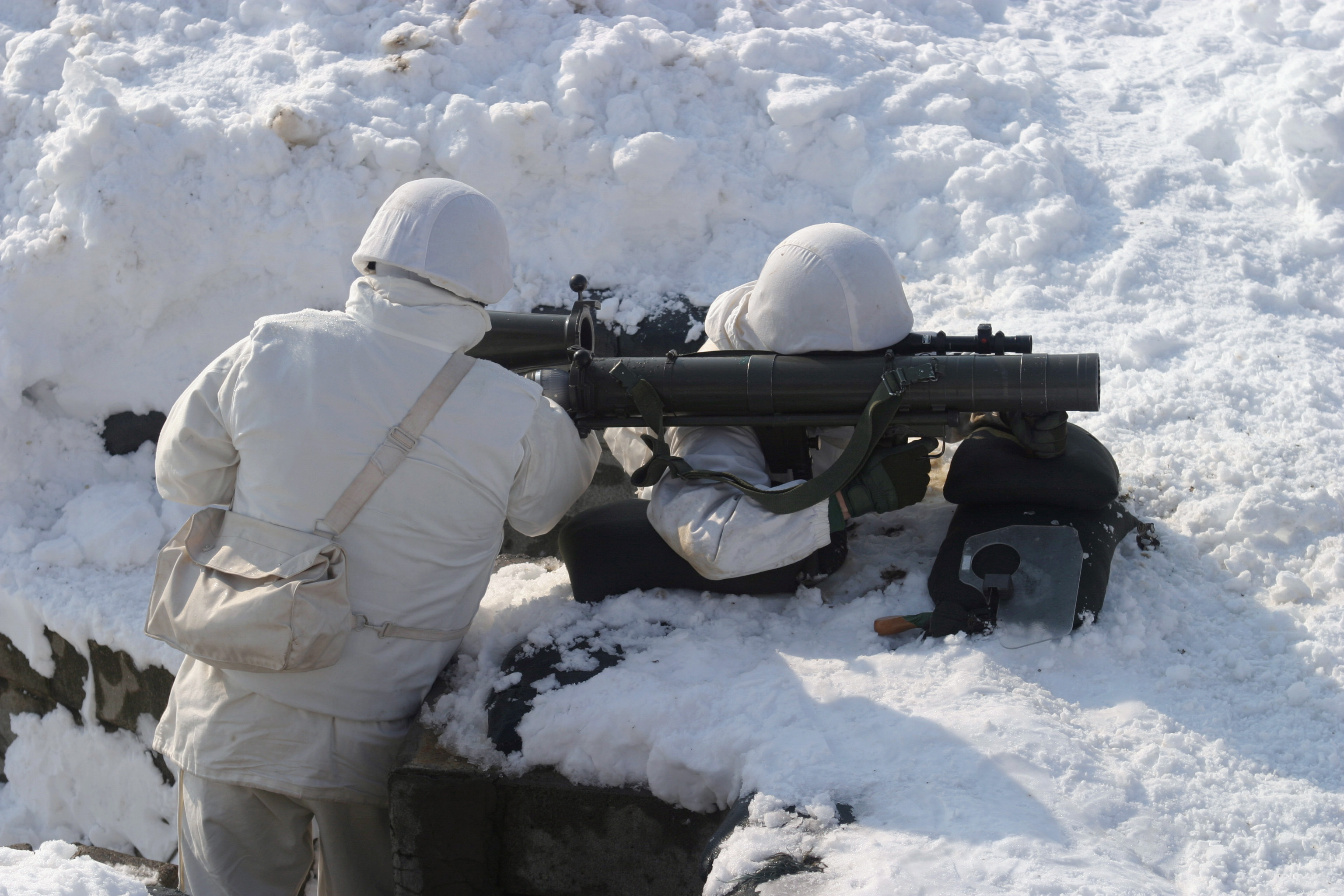
Soldados japoneses empleando el Howa 84RR en febrero de 2004. El Howa 84RR es una versión japonesa del Carl Gustaf.

- Argentina: Utilizados por el Ejército Argentino: M4.[6]
- Australia:[7] El M2 fue reemplazado por el M3.[8]
- Austria[7]
- Bélgica[5]
- Belice[7]
- Birmania[9]
- Botsuana[7]
- Brasil[7]
- Burkina Faso[7]
- Canadá[7]
- Colombia [10][11]
- Chile[12][13]
- Dinamarca:[7] El M2 es llamado M/79[14] y el M3 es llamadoM/85.[15] En el ejército es habitualmente llamado "Dysekanon".
- Emiratos Árabes Unidos[7]
- Estados Unidos: Es empleado por el USSOCOM, batallones Ranger[16] y algunas unidades regulares del Ejército estadounidense en Afganistán.[17][18]
- Estonia: M2, M3.[19]
- Ghana[7]
- Grecia[20]
- Honduras[7]
- India:[7] Una versión modificada fue desarrollada por el Organismo para la Investigación y Desarrollo de Defensa, que es mucho más ligera debido al empleo de aleaciones y plásticos avanazados.[cita requerida]
- Indonesia: Es empleado por el grupo de buzos tácticos Komando Pasukan Katak (Kopaska) y el grupo de Fuerzas Especiales Komando Pasukan Khusus (Kopassus).[21]
- Irlanda[7]
- Israel[7]

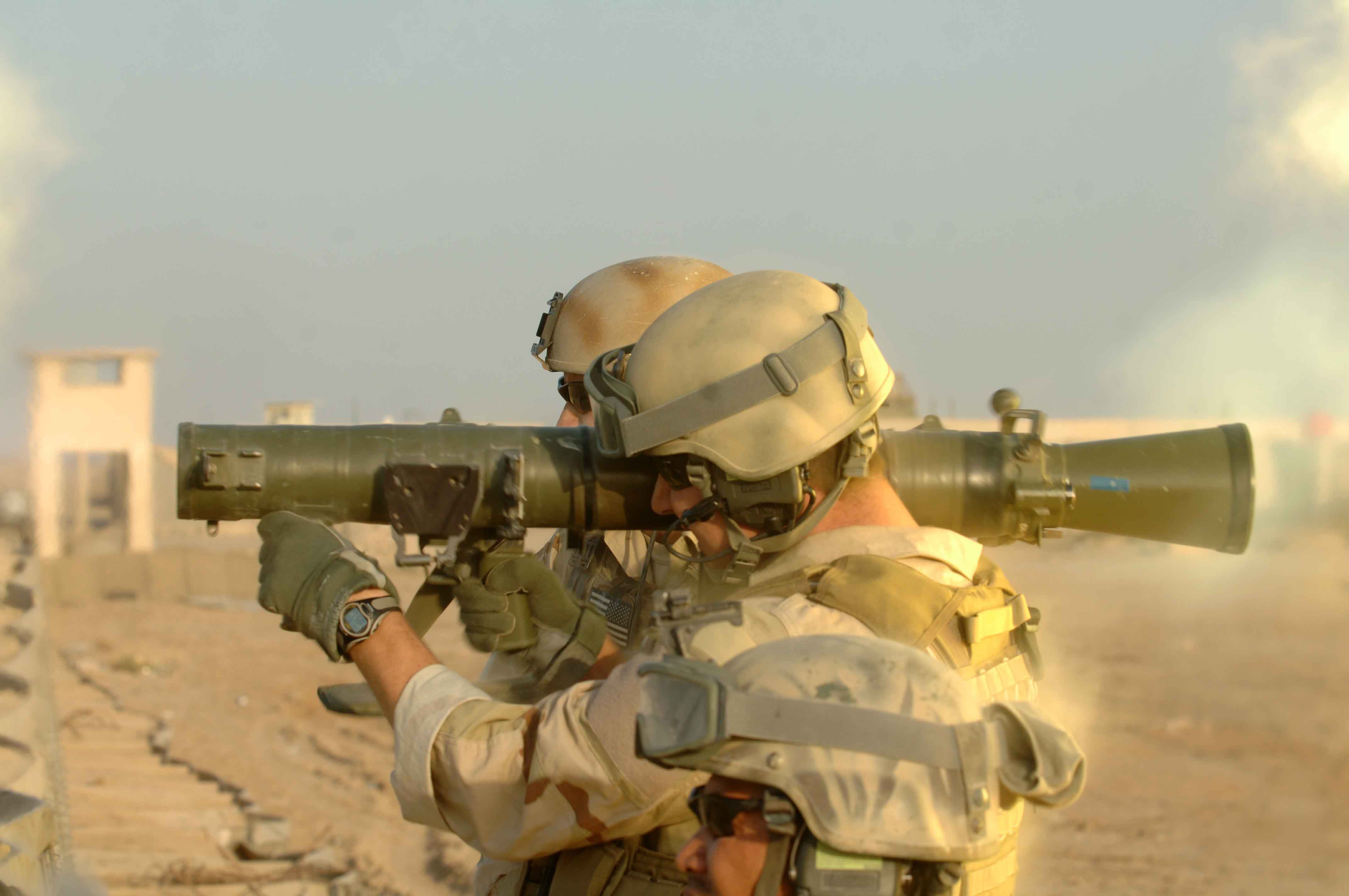
Soldados de las Fuerzas Especiales del Ejército estadounidense disparan un Cañón sin Retroceso M3 durante un entrenamiento en Camp Sheejan, Irak, agosto de 2007.

- Japón: El M2 es llamado Cañón sin retroceso de 84 mm.[2] El M3 es llamado cañón multipropósito (多用途ガン?).
- Kenia[7]
- Libia[7]
- Lituania: Fuerzas Armadas lituanianas.[22]
- Malasia[7]
- Nigeria[7]
- Noruega[7]
- Nueva Zelanda[7]
- Pakistán: Es empleado por el Ejército pakistaní.[23]
- Perú[cita requerida]
- Polonia: Es empleado por las Fuerzas Especiales.[24]
- Portugal: Es empleado por las Fuerzas Armadas portuguesas.[25][26]
- República Checa[27]
- Reino Unido: La variante M2 fue empleada desde la década de 1970 hasta inicios de la década de 1990.[28]
- Sierra Leona[7]
- Singapur[7]
- Suecia[7]
- Tamil Eelam: Empleado por los Tigres del Tamil durante la Guerra Civil de Sri Lanka.
- Tailandia[7]
- Ucrania
- Zambia[7]
- Venezuela[cita requerida]